# Orthodoxe Fraternität in Deutschland
Orthodoxe Fraternität in Deutschland nennt sich eine vorwiegend von Laien getragene panorthodoxe Bruderschaft, in der sich sowohl orthodoxe Christen als auch Freunde der christlichen Orthodoxie zusammengeschlossen haben, um ein Leben im Glauben nach den Maßstäben des orthodoxen Glaubens zu führen und auch anderen die Orthodoxie verständlich zu machen.

## Zweck
Die Orthodoxe Fraternität in Deutschland will orthodoxen Gläubigen helfen, den Glauben, insbesondere in der deutschen relativ religionslosen Gesellschaft, zu leben. Außerdem sollen bewusst Christen aller orthodoxen Kirchen zusammengeführt werden, weil angesichts der Diasporasituation die Gefahr besteht, dass orthodoxe Gläubige ihren Glauben aufgeben, weil sie allein sind.

## Tätigkeiten
Die größte Veranstaltung nach außen hin ist die Jahrestagung, die meist von Samstag bis Sonntag in Düsseldorf abgehalten wird. Seit 1994 wird immer auch ein Bischof eingeladen, der für orthodoxe Christen in Deutschland Verantwortung trägt. Die Tagung wird jeweils sonntags mit der Göttlichen Liturgie abgeschlossen.
Ferner bemüht sich die Fraternität um eine gemeinsame Jugendarbeit der orthodoxen Christen, hierfür unterstützt sie den Orthodoxen Jugendbund Deutschland (OJB). Sie bemüht sich um außerschulischen Religionsunterricht, veranstaltet gemeinsame Informations- und Bildungsveranstaltungen, unterstützt orthodoxe Bildungseinrichtungen, Pilgerstätten und Klöster.
Ferner setzt sich die Fraternität intensiv für eine gemeinsame orthodoxe Medienarbeit ein, wofür ihre Internetpräsenz der Anfang sein soll.

## Entstehung
Die Orthodoxe Fraternität wurde 1973 unter maßgeblicher Beteiligung und auf Initiative von Vater Sergius Heitz gegründet.

## Organisationsform
Die Orthodoxe Fraternität in Deutschland ist als eingetragener Verein nach weltlich-bürgerlichem Recht organisiert. Sie ist der einzige orthodoxe Laienverein im deutschen Sprachraum, der panorthodox orientiert ist.